# Blek grönskål
Blek grönskål (Chlorociboria aeruginosa) är en svampart som först beskrevs av Georg Christian Oeder, och fick sitt nu gällande namn av Seaver ex C.S. Ramamurthi, Korf & L.R. Batra 1958. Enligt Catalogue of Life ingår Blek grönskål i släktet grönskålar, ordningen disksvampar, klassen Leotiomycetes, divisionen sporsäcksvampar och riket svampar, men enligt Dyntaxa är tillhörigheten istället släktet grönskålar, familjen Helotiaceae, ordningen disksvampar, klassen Leotiomycetes, divisionen sporsäcksvampar och riket svampar. Arten är reproducerande i Sverige. Inga underarter finns listade i Catalogue of Life.